# Руджет (Вранча)
Руджет (рум. Ruget) — село у повіті Вранча в Румунії. Входить до складу комуни Відра.
Село розташоване на відстані 173 км на північ від Бухареста, 33 км на північний захід від Фокшан, 105 км на північний захід від Галаца, 100 км на схід від Брашова.

## Населення
За даними перепису населення 2002 року у селі проживали 264 особи, з них 262 особи (99,2%) румунів. Рідною мовою 262 особи (99,2%) назвали румунську.